# Hrnčiarske Zalužany
Hrnčiarske Zalužany (ungarisch Fazekaszsaluzsány) ist eine Gemeinde in der südlichen Mittelslowakei mit 812 Einwohnern (Stand 31. Dezember 2024) und gehört zum Okres Poltár, einem Kreis des Banskobystrický kraj.

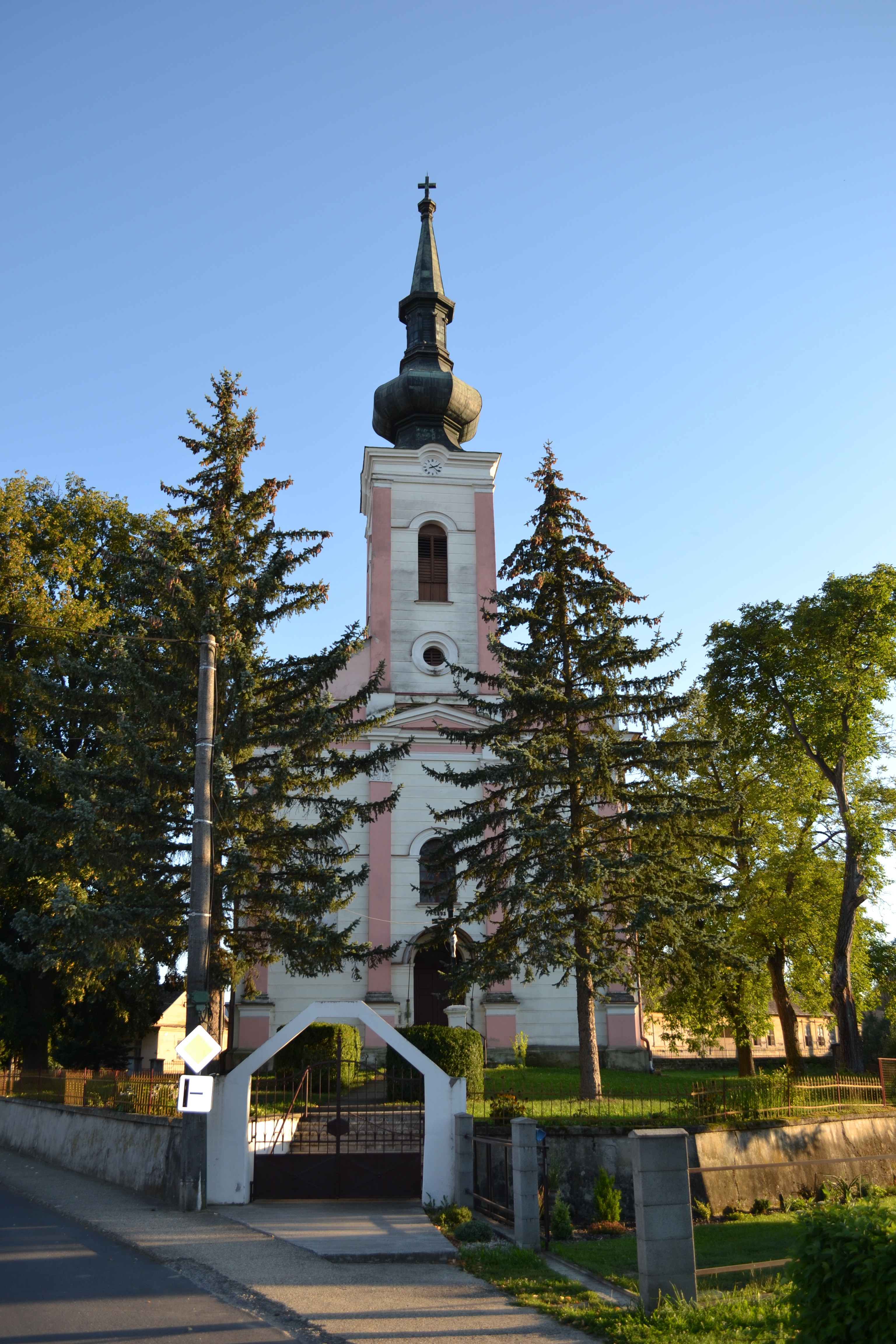
Kirche

## Geographie
Die Gemeinde befindet sich im Osten des Talkessels Lučenská kotlina (Teil des Juhoslovenská kotlina) im Tal des Baches Suchá. Das Ortszentrum liegt auf einer Höhe von 220 m n.m. und ist zehn Kilometer von Poltár sowie 15 Kilometer von Rimavská Sobota entfernt.
Nachbargemeinden sind Hrnčiarska Ves im Westen und Norden, Sušany im Osten und Ožďany im Süden.

## Geschichte
Der Ort entstand wohl im 12. Jahrhundert und wurde zum ersten Mal 1323 (andere Quelle 1362) als Zalusan schriftlich erwähnt. Das Dorf gehörte zu den Familien Jánoky und Jákóffy, in der Neuzeit verschiedenen kleinen Edelleuten. 1828 zählte man 80 Häuser und 605 Einwohner, die in Landwirtschaft, Herstellung von Schindeln und feuerfesten Ziegeln, aber insbesondere der Töpferei beschäftigt waren.
Bis 1918 gehörte der im Komitat Gemer und Kleinhont liegende Ort zum Königreich Ungarn und kam danach zur Tschechoslowakei beziehungsweise der heutigen Slowakei. Bis heute besteht die Tradition der Töpferei mit einer Produktionsgenossenschaft und einigen privaten Töpfern fort.

## Bevölkerung
| Jahr                | 1994 | 2004    | 2014    | 2024    |
| ------------------- | ---- | ------- | ------- | ------- |
| Anzahl der Personen | 847  | 857     | 874     | 812     |
| Unterschied         |      | +1,18 % | +1,98 % | −7,09 % |

| Jahr                | 2023 | 2024    |
| ------------------- | ---- | ------- |
| Anzahl der Personen | 834  | 812     |
| Unterschied         |      | −2,63 % |

Gemäß der Volkszählung 2011 wohnten in Hrnčiarske Zalužany 874 Einwohner, davon 810 Slowaken, 15 Magyaren, jeweils zwei Russen und Tschechen und jeweils ein Deutscher und ein Rom. 42 Einwohner machten keine Angabe. 615 Einwohner bekannten sich zur römisch-katholischen Kirche, sechs Einwohner zur reformierten Kirche, 37 Einwohner gehörten zur evangelischen Kirche A. B., jeweils drei Einwohner zur evangelisch-methodistischen Kirche, zur griechisch-katholischen Kirche und zur reformierten Kirche, zwei Einwohner zu den Zeugen Jehovas und jeweils ein Einwohner zum Judentum und zur orthodoxen Kirche; sieben Einwohner waren anderer Konfession. 141 Einwohner waren konfessionslos und bei 61 Einwohnern wurde die Konfession nicht ermittelt.
Ergebnisse nach der Volkszählung 2001 (877 Einwohner):
| Nach Ethnie: - 98,40 % Slowaken - 0,80 % Magyaren - 0,11 % Tschechen | Nach Konfession: - 83,92 % römisch-katholisch - 8,67 % konfessionslos - 4,22 % evangelisch - 2,74 % keine Angabe - 0,11 % orthodox |

## Bauwerke
- römisch-katholische Kirche aus dem Jahr 1892
- Kapelle im klassizistischen Stil aus dem Jahr 1825